# Třída Southampton
Třída Southampton byla třída lehkých křižníků britského královského námořnictva. Představovala první skupinu britských lehkých křižníků souhrnně označovaných jako třída Town. Celkem bylo postaveno pět jednotek této třídy. Do služby byly přijaty roku 1937. Křižníky byly nasazeny za druhé světové války. Jeden byl ve válce potopen. Ostatní byly po vyřazení sešrotovány.

## Stavba
Křižníky byly reakcí na stavbu velkých a silně vyzbrojených lehkých křižníků, zejména americké třídy Brooklyn a japonské třídy Mogami. Oproti předcházejícím britským lehkým křižníkům byla třída Southampton výrazně větší a silněji vyzbrojená. Celkem bylo v letech 1935–1937 postaveno pět jednotek této třídy. Následně na ni navázaly zdokonalené navazující třídy Gloucester a Edinburgh.
Jednotky třídy Southampton:
| Jméno       | Loděnice                 | Založení kýlu      | Spuštění na vodu  | Přijetí do služby  | Status |
| ----------- | ------------------------ | ------------------ | ----------------- | ------------------ | --- |
| Birmingham  | Devonport Dockyard       | 18. července 1935  | 1. září 1936      | 18. listopadu 1937 | Prodán do šrotu 1960.                                                                                                  |
| Glasgow     | Scotts                   | 16. dubna 1935     | 20. června 1936   | 9. září 1937       | Prodán do šrotu 1958.                                                                                                  |
| Newcastle   | Vickers-Armstrongs, Tyne | 4. října 1934      | 23. ledna 1936    | 5. března 1937     | Prodán do šrotu 1959.                                                                                                  |
| Sheffield   | Vickers-Armstrongs, Tyne | 31. ledna 1935     | 23. července 1936 | 25. srpna 1937     | Prodán do šrotu 1967.                                                                                                  |
| Southampton | John Brown               | 21. listopadu 1934 | 10. března 1936   | 6. března 1937     | Dne 11. ledna 1941 těžce poškozen německými bombardéry a následně potopen torpédy křižníků HMS Gloucester a HMS Orion. |

## Konstrukce

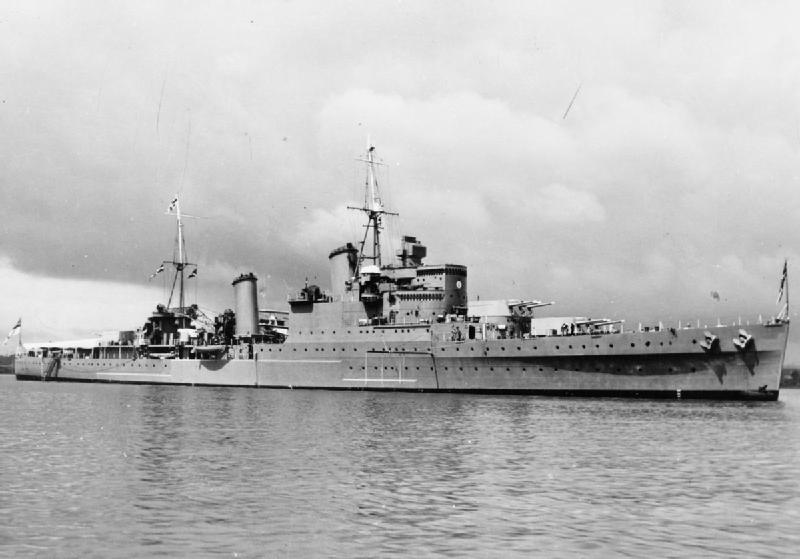
HMS Southampton (83)

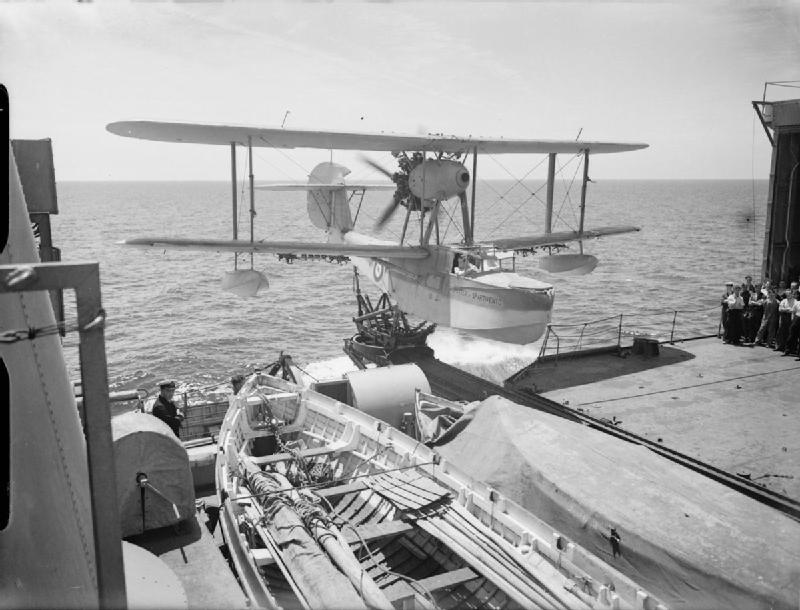
Hydroplán Walrus umístěný na katapult

Základní výzbroj tvořilo dvanáct 152mm/50 kanónů Mk.XXIII ve čtyřech třídělových věžích, osm dvouúčelových 102mm kanónů QF Mk.XVI HA ve dvouhlavňové lafetaci, dva čtyřhlavňové protiletadlové 40mm kanóny Pom-pom a dva trojité 533mm torpédomety. Po stranách předního komínu se nacházel hangár pro dva hydroplány. Celkem mohly být neseny tři. Nesen byl jeden katapult. Pohonný systém tvořily čtyři tříbubnové kotle Admiralty na naftu a čtyři turbínová soustrojí Parsons o výkonu 75 000 hp, pohánějící čtyři lodní šrouby. Nejvyšší rychlost dosahovala 32 uzlů.

### Modifikace
V letech 1943–1944 byly odstraněny hydroplány a katapult. Za války byla zejména posilována protiletadlová výzbroj přidáním dalších 40mm a 20mm kanónů. Na křižnících Sheffield, Birmingham, Newcastle a Glasgow byla dokonce demontována třetí dělová věž („Y“) a nahrazena další protiletadlovou výzbrojí. Například křižník Sheffield v roce 1945 nesl devět 152mm kanónů, osm 102mm kanónů, dvacet čtyři 40mm kanónů, dvacet sedm 20mm kanónů a šest 533mm torpédometů.

## Služba
Křižníky čekalo intenzivní nasazení během druhé světové války. Dne 11. ledna 1941 byl potopen Southampton. Vážná poškození ve válce utrpěly i další křižníky, ale byly opraveny. Glasgow, Newcastle a Birmingham byly torpédovány a Glasgow také poškodila mina. Do šrotu byly prodány v letech 1958–1967.